# Hansa Biopharma
Hansa Biopharma AB (tidigare Hansa Medical AB) är ett svenskt läkemedesutvecklingsbolag. Det grundades 2001 och har sitt säte i Lund.
Hansa Medical utvecklar immunmodulerande enzymer för behandling vid njurtransplantation av högsensitiserade patienter vid akuta autoimmuna sjukdomar. Företaget utvecklar framför allt "IdeS", ett enzym som eliminerar immunoglobulin G-antikroppar. IdeS är ett enzym som specifikt klyver immunoglobulin G. Arbetet är i klinisk utvecklingsfas för behandling av njurtransplantationspatienter, och företaget arbetar också med möjlig behandling av så kallad anti-GBM-sjukdom ("Anti-Glomerular Basement Membrane Disease") och Guillain-Barrés syndrom.